# Fort Drum (New York)
Fort Drum est une census-designated place du comté de Jefferson, dans l'État de New York, aux États-Unis,. En 2020, elle compte une population de 15 896 habitants.
Cet endroit est occupé par une base de l'United States Army, créée sous le nom de Pine Camp et renommée en 1951 en l'honneur du général Hugh Aloysius Drum.